# Hidetsugu Yagi
Hidetsugu Yagi (八木 秀次?, Yagi Hidetsugu; Osaka, 28 gennaio 1886 – 19 gennaio 1976) è stato un ingegnere elettrotecnico giapponese, professore di ingegneria elettronica e ideatore insieme a Shintaro Uda dell'antenna Yagi (o Yagi-Uda) nel 1926.

## Biografia
Nacque il 28 gennaio 1886 nella prefettura di Osaka, e si laureò nel 1909 presso il Dipartimento di Ingegneria Elettronica della  Facoltà di Scienze dell'Università Imperiale di Tokyo. Dal 1913 ha studiato in Germania dove ha lavorato con Heinrich Barkhausen sulla generazione di oscillazioni CW mediante archi elettrici e successivamente lavorò in Inghilterra con J.A. Fleming; trasferitosi negli Stati Uniti lavorò nuovamente con Fleming ad Harvard, e successivamente ha conseguito un dottorato di ricerca presso l'Università Imperiale di Tokyo nel 1921. Continuò le sue ricerche in Germania ove si dedicò alla generazione di onde elettriche utilizzate per la comunicazione wireless. Tornò in Giappone nel 1930, venendo coinvolto come appaltatore nelle operazioni del Number Nine Research Laboratory gestito da Iwakuro Hideo.
Nel 1942 divenne Direttore della Facoltà di Scienze Industriali dell'Università di Tokyo, nel 1944 divenne Direttore Generale del Technology Institute e nel 1946 anche Direttore Generale dell'Università di Osaka.